# Giuseppe Canella
Pour les articles homonymes, voir Canella (homonymie).
Giuseppe Canella (Vérone, 28 juillet 1788 -  Florence, 11 septembre 1847) est un peintre italien de vedute.

## Biographie
Giuseppe Canella reçoit les premiers rudiments dans l'art de son père Giovanni, architecte, peintre de fresques et scénographe.
Il débute en exécutant des scénographies et des décorations de résidences aristocrates à Vérone et Mantoue. 
Probablement influencé par Pietro Ronzoni, il s'oriente vers la peinture de paysages, en approchant en 1815 le genre de la veduta, après un bref séjour à Venise. 
Il expose aux beaux-arts de l'Académie de Brera (1818) et entreprend un voyage en Espagne, Pays-Bas et France où il séjourne jusqu’en 1832, voyageant entre Paris, Fontainebleau, la Normandie, l’Alsace et le pays de Bade.  
En 1831, il envoie treize paysages à l'exposition de l'Académie de Brera où il obtient un certain succès aussi bien du public que de la critique réconforté aussi par la notoriété atteinte à Paris par sa présence dans divers salons et les commandes de Louis Philippe d'Orléans et l'attribution de la médaille d'or (1830). 
En 1832, il rentre à Milan et se consacre à la peinture de vedute citadines caractérisées par un intérêt pour la chronique de la vie contemporaine et une rendu atmosphérique. 
À partir de 1835, il se concentre sur la peinture de paysage avec des sujets inspirés de la campagne lombarde et du milieu lacustre. 
Le voyage entre Rome et Naples (1838-1839) est d'une importance fondamentale dans son orientation artistique. 
Son fils, qui porte le même prénom Giuseppe (1837-1913), est aussi un peintre de vedute, de quadratura et de paysages urbains.

## Œuvres
- Place de la Haute-Vieille-Tour à Rouen (1824), huile sur toile, 25 × 33 cm, Musée des beaux-arts, Rouen,
- Le Paseo et le couvent de Recoletos, huile sur métal, 8,1 × 11,2 cm, Galerie Vittet, Paris,
- Vues de Paris
- La Basilique de Saint-Denis (1831), huile sur toile, 149 × 114 cm, Musée d'art et d'histoire de Saint-Denis,
- Les Grands Boulevards,
- La Cathédrale de Milan,
- Le Port de Honfleur,
- Vues de Venise, Place Saint-Marc, Le Grand Canal,
- Corsia dei Servi, Milan
- Le Théâtre de l'Ambigu-Comique et le boulevard Saint-Martin (1827–1847), huile sur carton, 140 × 180 cm, Musée Carnavalet, Paris.
- Mercato di piazza Santo Stefano (1832), huile sur toile, 65 × 51 cm
- Paesaggio lombardo con mulino (1838), huile sur toile, 79,8 × 104,3 cm, collection privée, Galleria Bolzani, Milan,
- Paysage breton, huile sur panneau, 26,5 × 26,5 cm

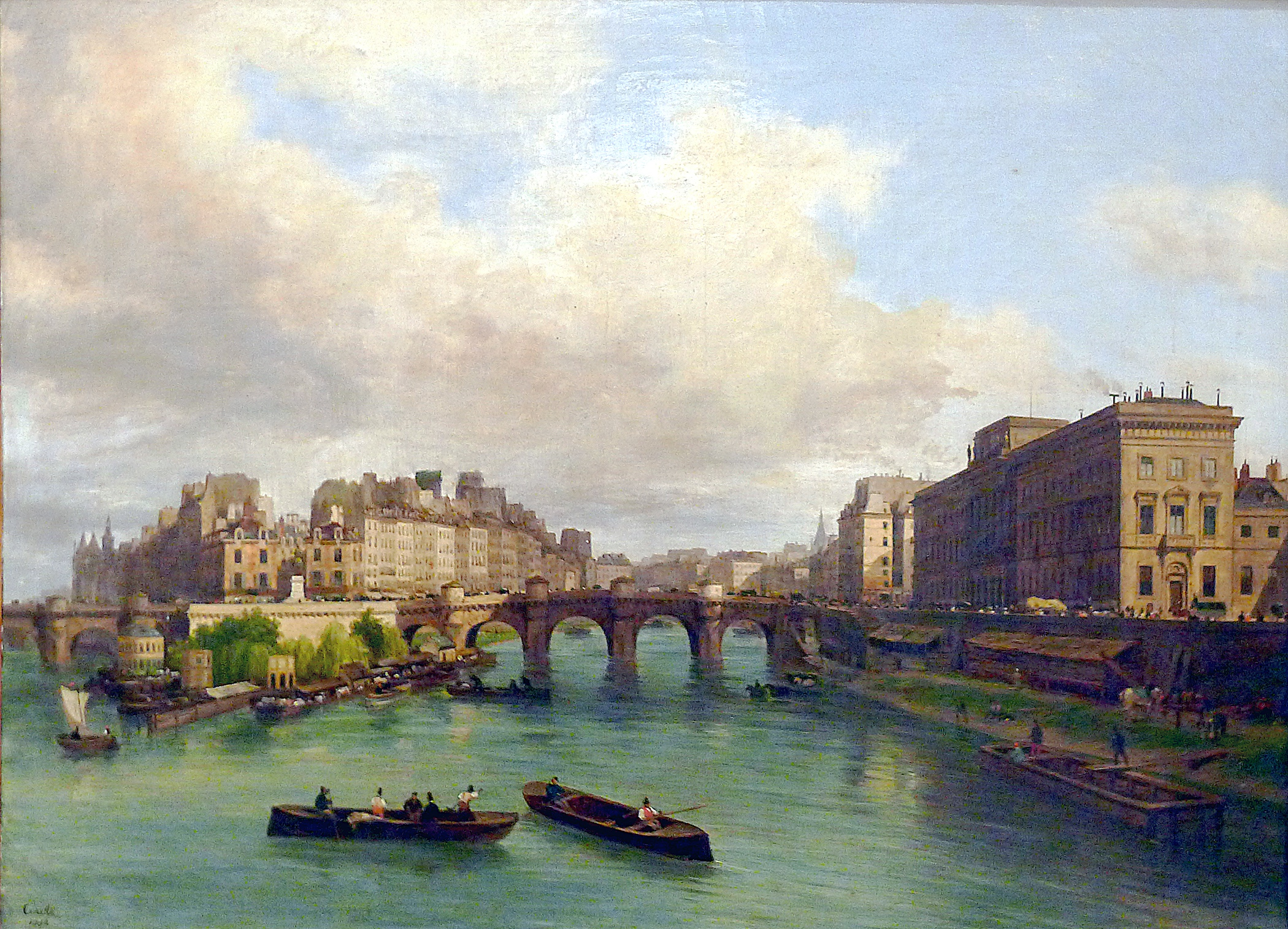
Le Pont-Neuf, la Cité, la Monnaie et le quai de Conti 1832 - Musée Carnavalet
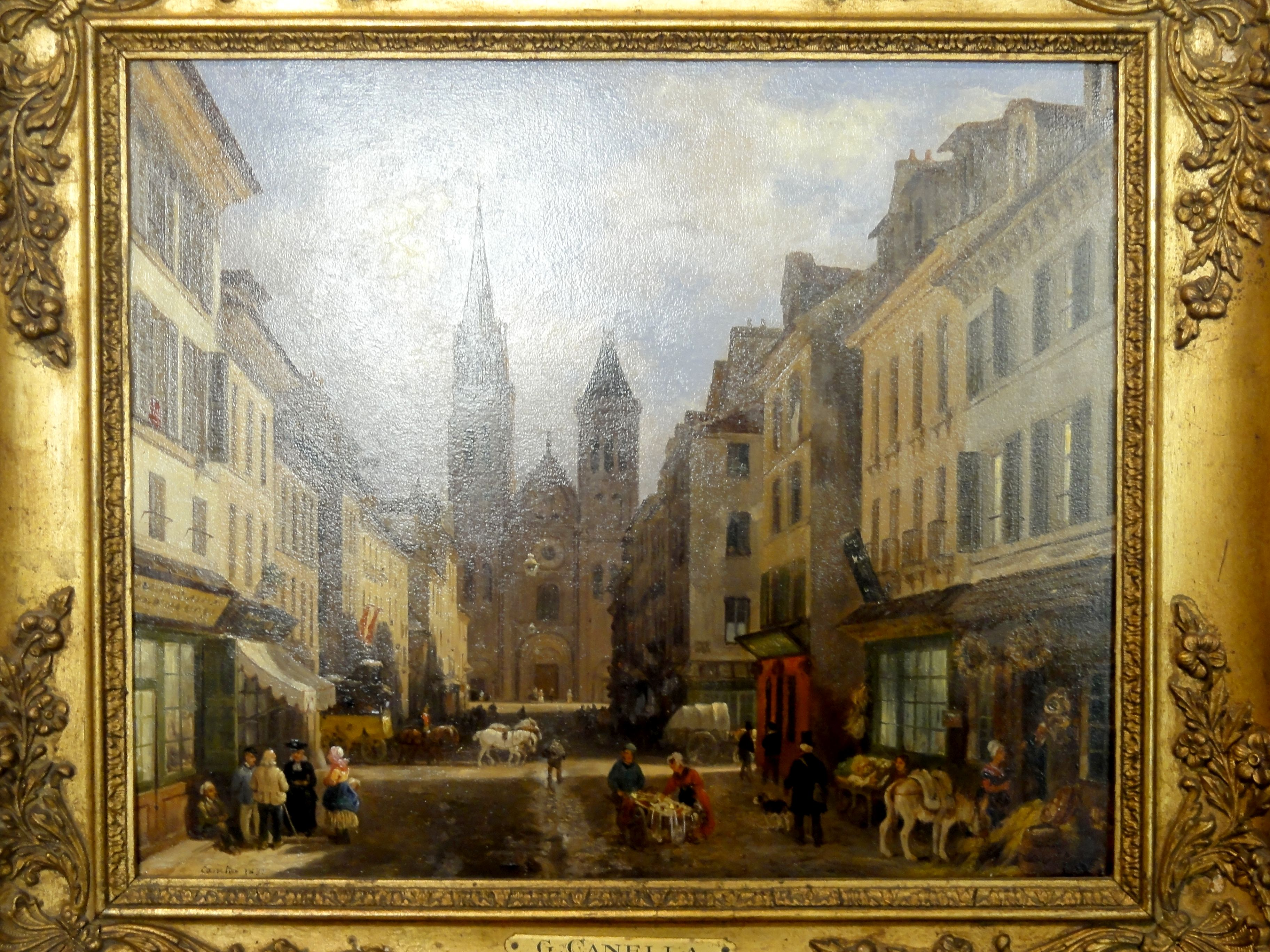
Saint-Denis (Seine-Saint-Denis), musée d'art et d'histoire, Giuseppe Canella (1788-1847), Vue prise à Saint-Denis, vers 1831